# Irchelpark

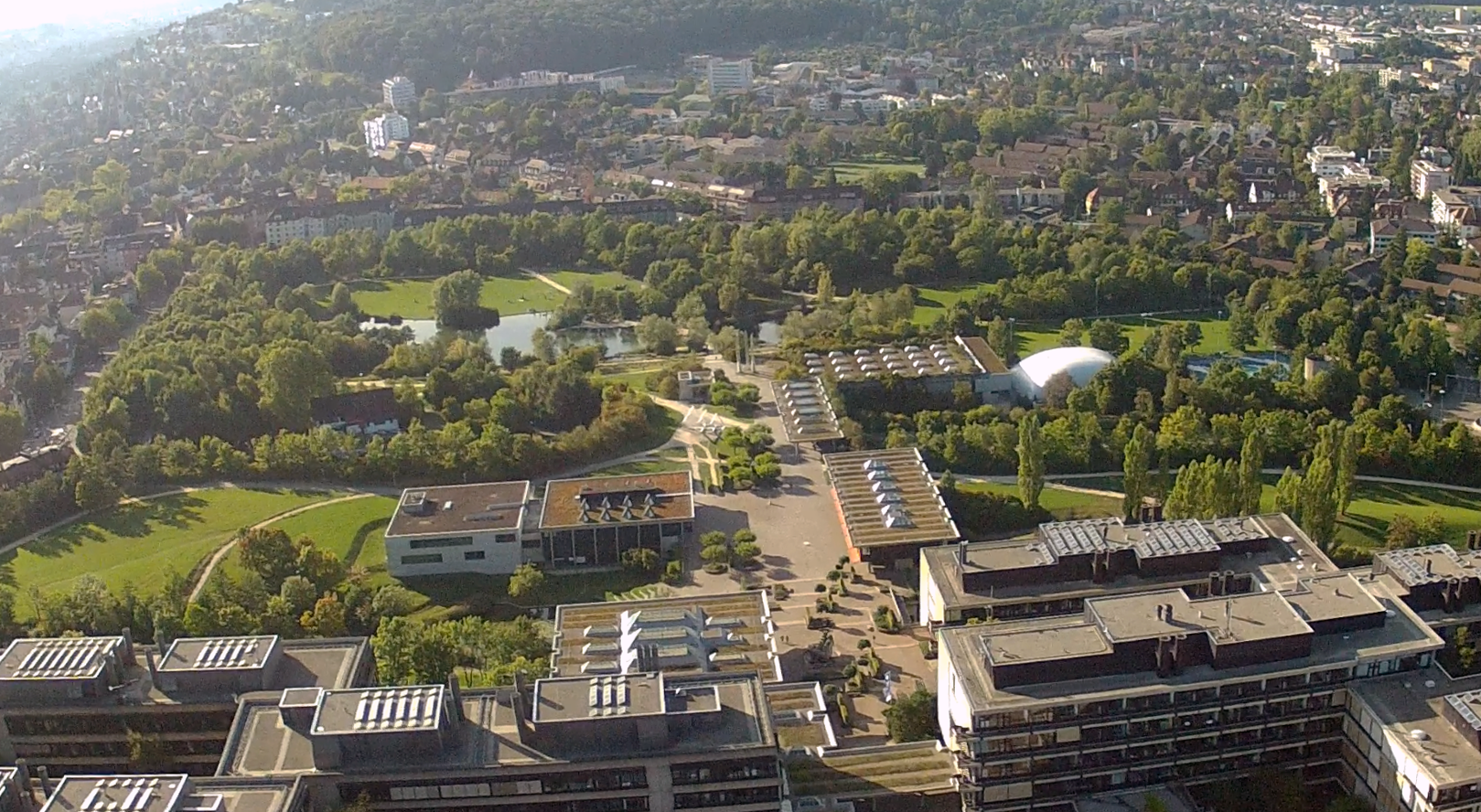
Flugaufnahme mit dem Parkgelände und dem Standort Irchel der Universität Zürich

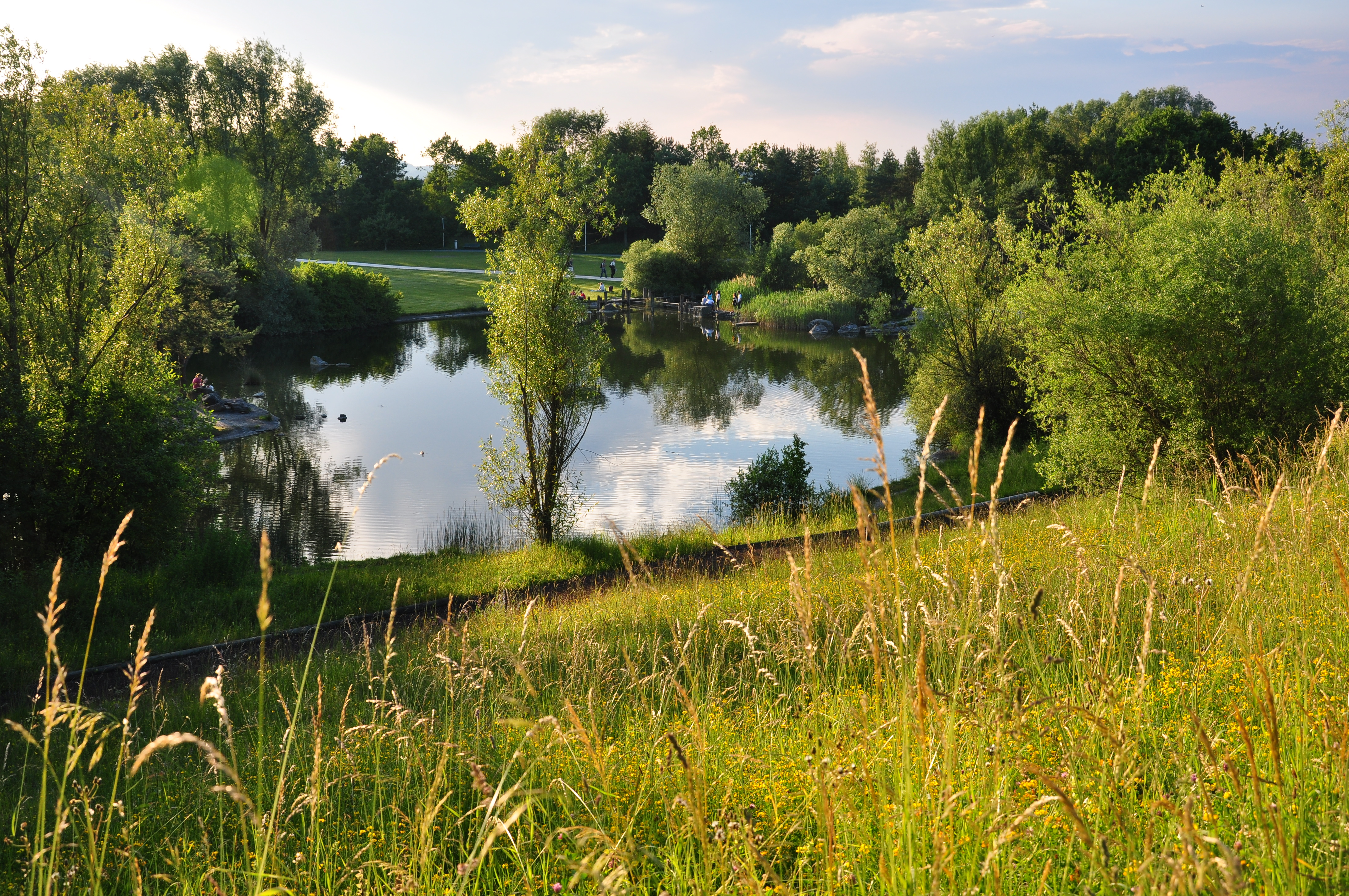
Irchelpark, Ansicht von Süden nach Norden über Teile des Teichs

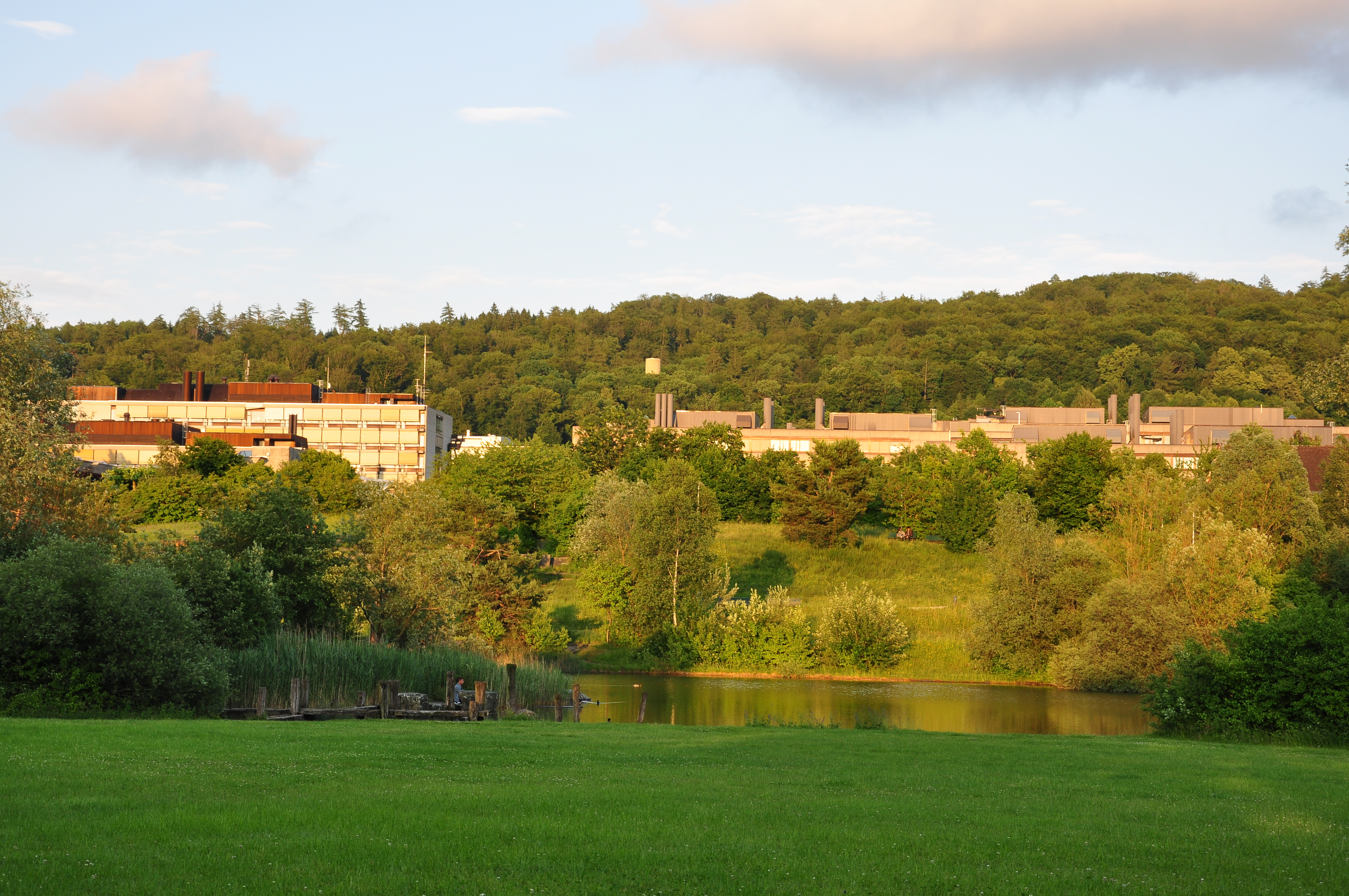
Blick zur Universität

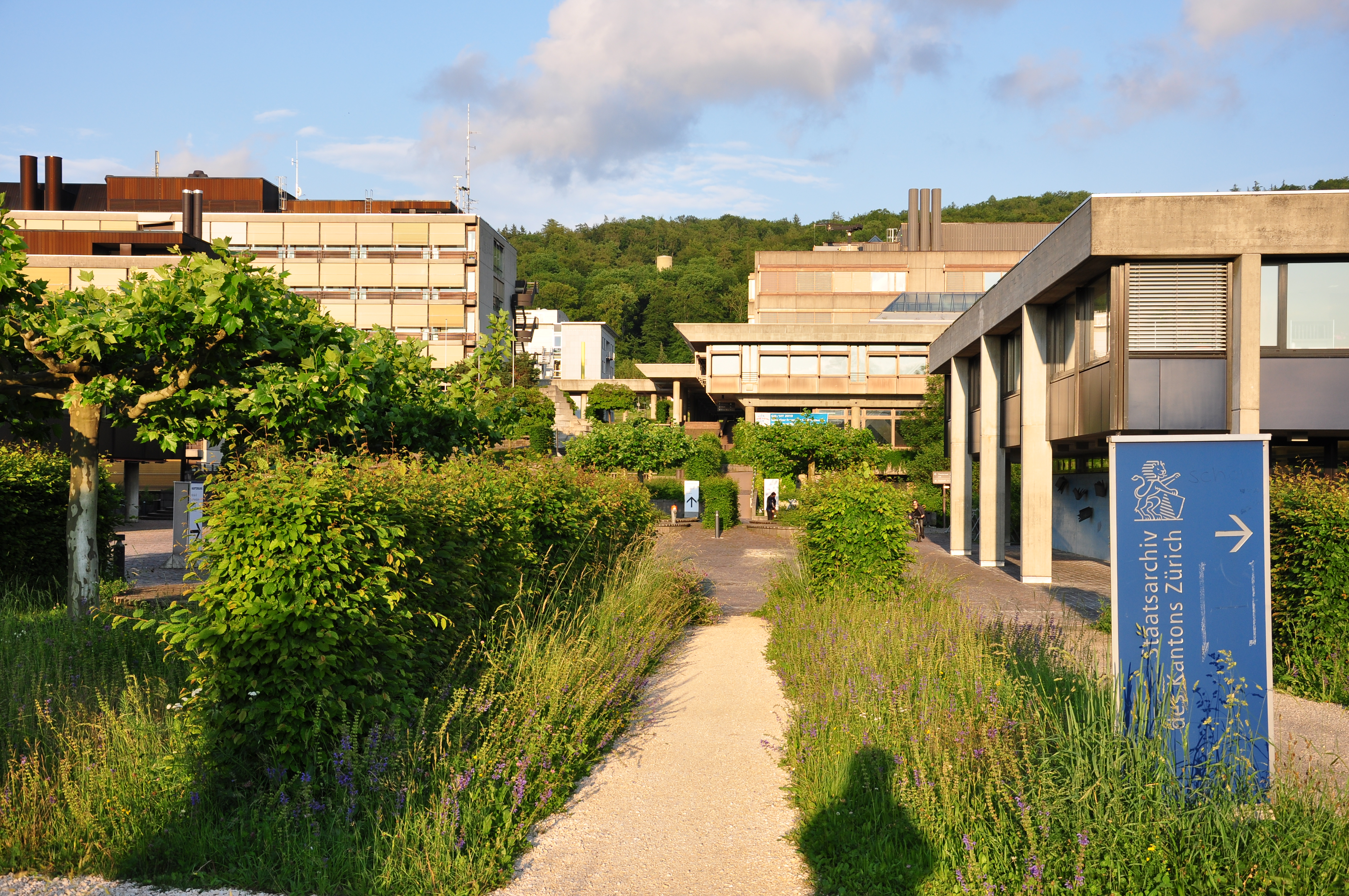
Das Staatsarchiv und der Campus der Universität Zürich in Oberstrass, links das Anthropologische Museum

Der Irchelpark wurde 1986 als naturnaher Landschaftspark und Erholungsoase in der Stadt Zürich eingeweiht.

## Lage
Die Parkanlage ist eine Grünfläche für Öffentlichkeit und Hochschule in den Stadtzürcher Quartieren Oberstrass und Unterstrass, namentlich des Aussenstandorts Irchel der Universität Zürich, dessen Gebäude in die Parklandschaft integriert wurden. Der Campus der Universität wird täglich von rund 6000 Personen aufgesucht. Auch das Staatsarchiv des Kantons Zürich belegt ein grösseres Gebäude am Rande des Universitätsbereichs. Die grosszügigen Sportanlagen von Universität und ETH Zürich wurden weitgehend unterirdisch erstellt und fallen als Teil der Gesamtkonzeption kaum auf.
Ein breit dimensionierter Terrassen-Treppenaufgang über die Winterthurerstrasse dient als Zugang zum Gelände der Universität Zürich Irchel, wobei die Strassenüberführung für den Besucher derart vom Park abgeschirmt ist, dass sie unbemerkt bleibt. Um den unteren Teil des Parkgeländes führt eine Finnenbahn. Die Parkanlage verfügt über einen direkten Zugang zu den Sportanlagen von Universität und ETH Zürich. Auf dem Campus stehen das Zürcher Staatsarchiv und das Museum der Anthropologie. Im Süden der Parkanlage steht das Restaurant Wild West Steakhouse Texas, vormals Wirtschaft Neubühl.
Die höchste Erhebung ist der Aussichtspunkt Monte Diggelmann (534 m ü. M.) im Süden des Parks.
Im Süden, Westen und Nordwesten wird der Park von wichtigen Strassen begrenzt, darunter Autobahnzubringer und mehrere Hauptstrassen. Im Nordosten grenzt der Park an die Anlagen des Tierspitals. Im Osten trennen nur ein paar Einfamilienhäuser den Park vom Wald am Zürichberg.
Mit den Tramlinien 7, 9, 10 und 14 oder den Buslinien 39, 69, 72 und 83 ist die Parkanlage mit öffentlichen Verkehrsmitteln gut zu erreichen.

## Geschichte
1962 hatte die naturwissenschaftliche Fakultät der Universität Zürich vorgeschlagen, einige Universitäts-Institute zur verbesserten Synergienutzung und Kosteneinsparung in einer Aussenstelle, auf dem Strickhofareal am westlichen Rand des Zürichbergs, zu konzentrieren. 1973, die ETH Zürich hatte bereits 1963 ein ähnliches Projekt auf dem Hönggerberg eingeweiht, begannen die Bauarbeiten, und 1979 wurde die Universität Zürich Irchel der Öffentlichkeit übergeben.
Das zuvor von der landwirtschaftlichen Schule Strickhof genutzte Gelände sollte im unteren Bereich beim Milchbuck trotz der neuen Aussenstelle der Universität als Naherholungsgebiet dienen, was im Detail in der Wettbewerbsausschreibung zum Parkgelände Irchelpark nebst weiteren Erfordernissen der Landschaftsplanung festgelegt wurde.
Im Juni 1978 entschied sich die Wettbewerbsjury aus 13 Entwürfen für das gemeinsame Projekt «Terra» von ASP Atelier Stern und Partner und Eduard Neuenschwander. Stern und Partner übernahmen die Gestaltung des oberen östlichen und damit des ans Universitätsgelände grenzenden Teils, Neuenschwander den westlichen, unteren Teil der eigentlichen Parklandschaft, mit zentralem See und den Park vom Quartier abgrenzenden Hügeln und Allmenden. Die naturnahe Gestaltung wurde unterstrichen durch die Verwendung einheimischer Vegetation, als natürliche Fortsetzung des Zürichbergwaldes Richtung Milchbuck. Von 1979 bis 1986 wurde der Irchelpark unter der Bauherrschaft des Kantons Zürich im Detail konzipiert und realisiert.

## Konzeption eines naturnahen Parks
Die Konzeption des Parks stiess anfänglich auf Widerstand. Parks hatten in den 1960er- und 1970er-Jahren noch streng geordnet zu sein, mit schattenspendenden Alleen und planierten Terrassen, gepflegten Rasen und bevorzugt Blumenbeeten, exotischen Ziersträuchern und perfekt geschnittenen Bäumen. Im Quartier wurde der erste Widerstand öffentlich geäussert, als im unteren Teil des Geländes bei der Tram- und Bushaltestelle Milchbuck das Profil für den Erdwall, der als Lärmschutz dienen sollte, ausgesteckt wurde. Der Hügelzug wurde von Anwohnern als «störende Wand» wahrgenommen. Mit einer Reduktion der Wallhöhe um 50 Zentimeter liessen sich die Beschwerden abwenden. Die Gestalter betrieben danach verstärkt Öffentlichkeitsarbeit mit Anwohnern und Verbänden in den angrenzenden Quartieren, um deren Vorstellungen bei der weiteren Detailkonzeption mit einfliessen zu lassen. Anstelle von Rutschbahnen und weiteren klassischen Spielmöglichkeiten für Kinder wurden eine «Moränen-Burg», ein «See-Spielplatz» mit Sand und kleinkindgerechten Verstecken aus Findlingen realisiert sowie dem See entlang Feuerstellen mit zur Verfügung gestelltem Holz erstellt.
In der Bauphase stellte sich heraus, dass die Parkanlage weiteren öffentlichen Bedürfnissen gerecht werden sollte: Dazu zählten eine grosse Zivilschutzanlage und ein Elektrizitätswerk, die beide grösstenteils unterirdisch realisiert wurden sowie ein letztlich nicht gebautes Feuerwehrdepot. Aber auch die grosse Sportanlage der beiden Universitäten mit überwiegend unterirdischen Hallen, Tennisplätzen, Kletterwand und die in die Parklandschaft integrierte Finnenbahn wurden mit dem Bedürfnis nach Grünfläche und Erholungsraum in Einklang gebracht. 1986 wurde der Park eröffnet.

## Parkanlage

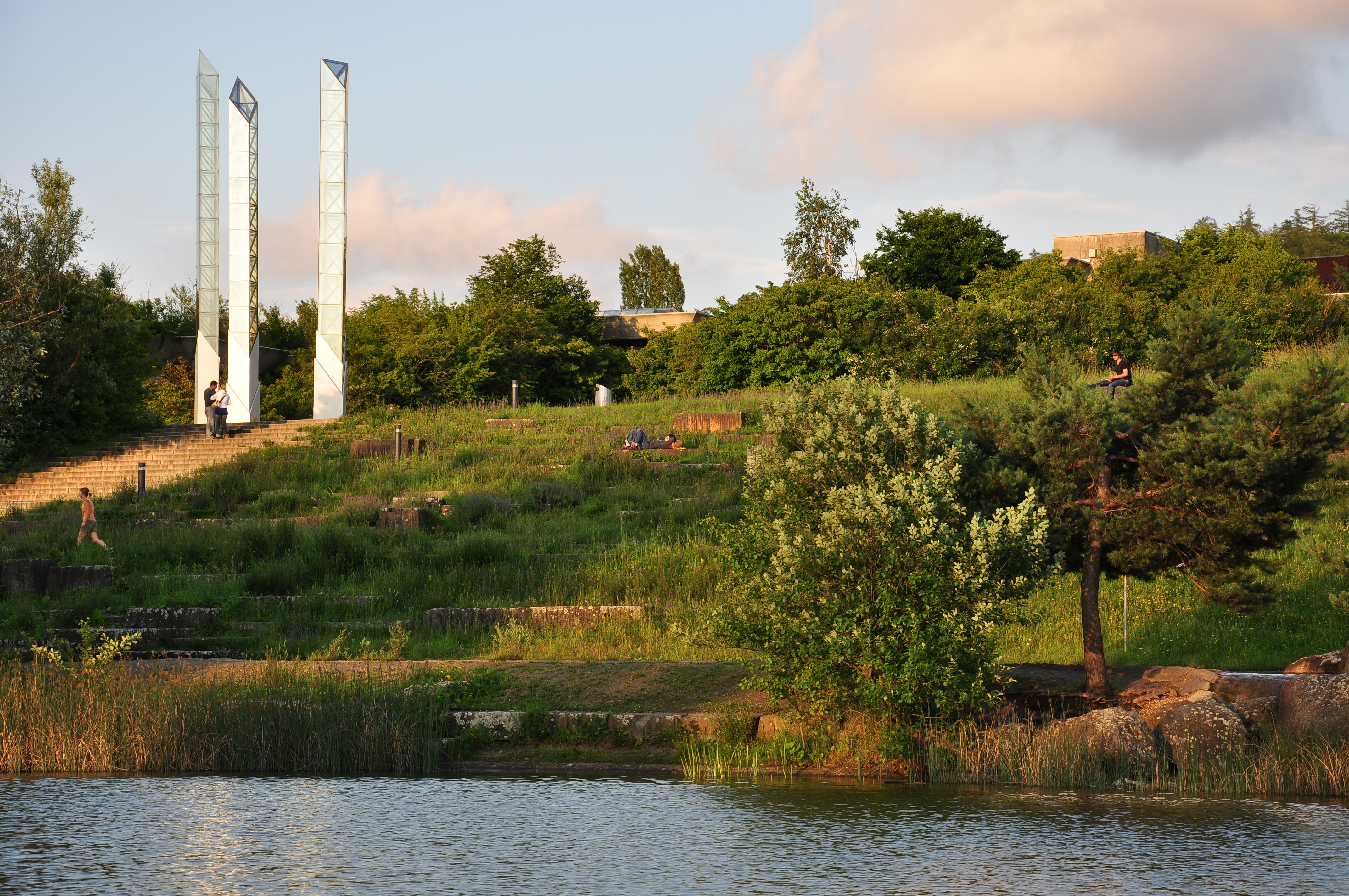
Terrasse gegen die Winterthurerstrasse

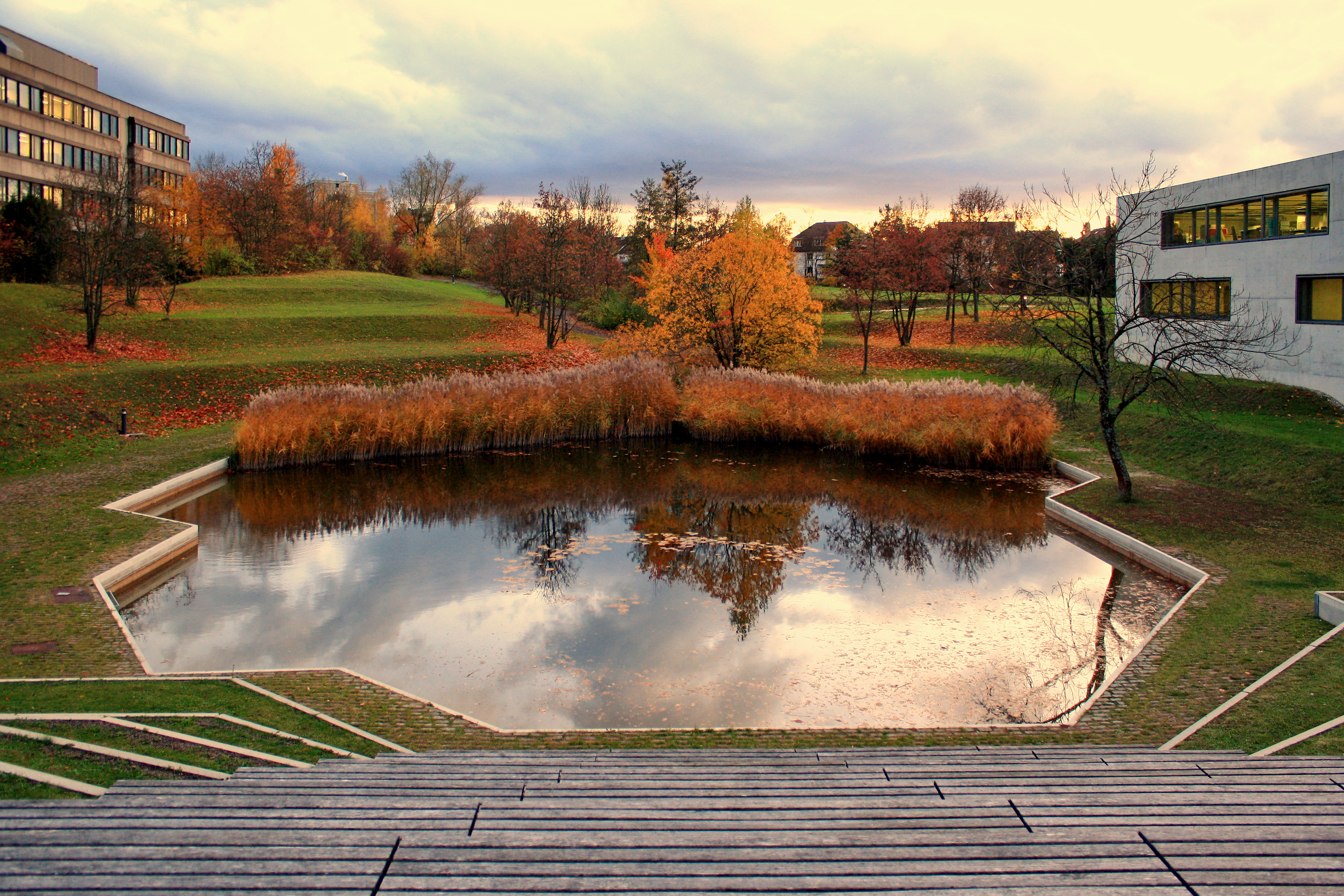
Teich im Bereich des Campus der Universität Zürich; die aufklappbare Bühne des Amphitheaters im Teich, welche aufgeklappt wie eine Seerose aussah, ist auf dieser Aufnahme entfernt

Als Kontrast zu den modernen Bauten der Universität und der dicht besiedelten Umgebung um den Milchbuck wurden im Park natürliche Baumaterialien und Wildwuchs verwendet. Im unteren Teil der Parkanlage liegt ein künstlich angelegter See mit Fischen, Wasservögeln und einem Aussichtspunkt, der gleichzeitig das Universitätsgelände optisch abgrenzt. Zur Parkgestaltung gehören auch die Innenhöfe der Universitätsgebäude und die grosse Zugangsachse zwischen den Bauten. Kunstwerke, unter anderem von Albert Cinelli, Florin Granwehr, Wolfgang Häckel, Gottfried Honegger und Roland Hotz erscheinen als Bestandteil der Parkanlage.

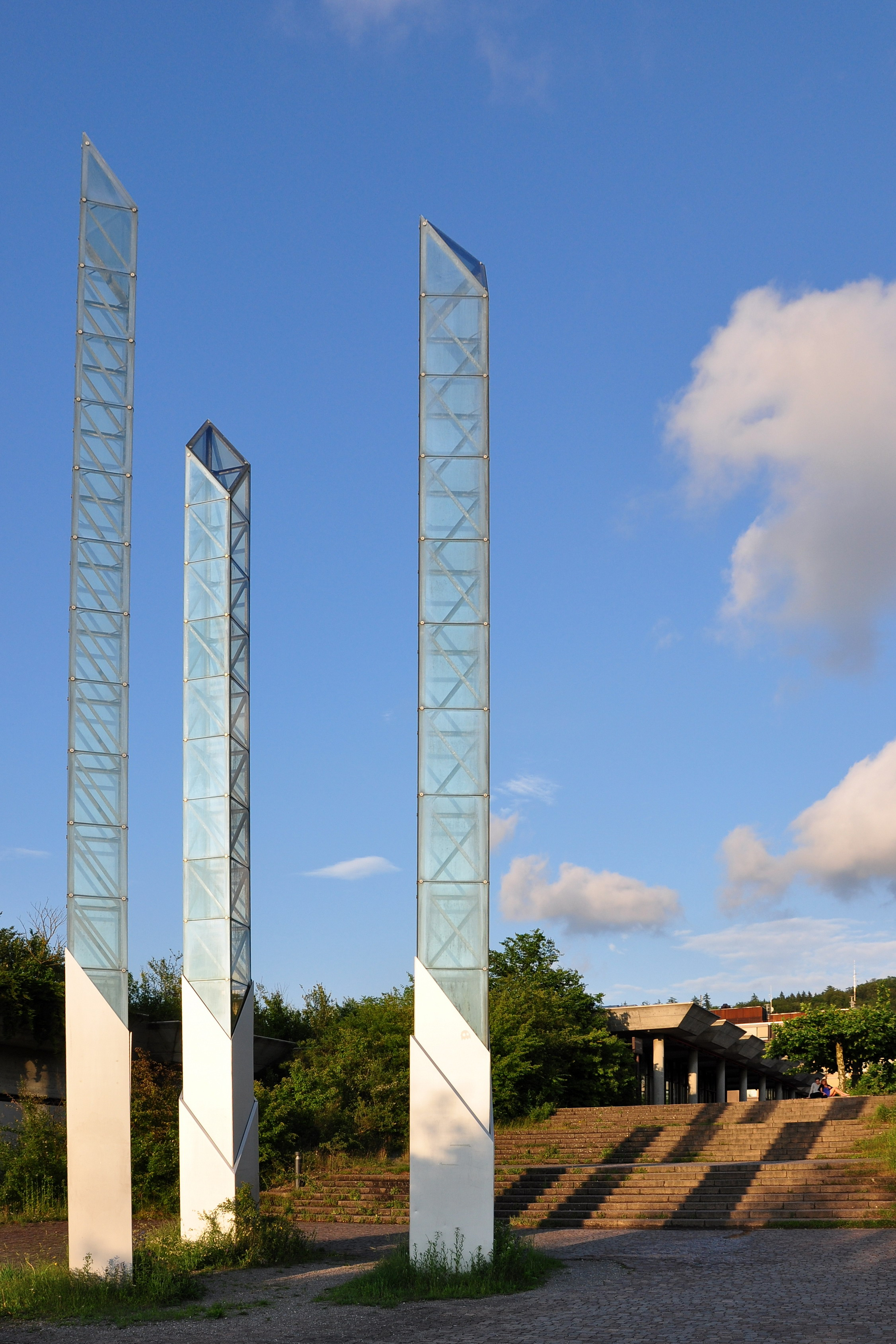
«Sonnennadeln» von Albert Cinelli
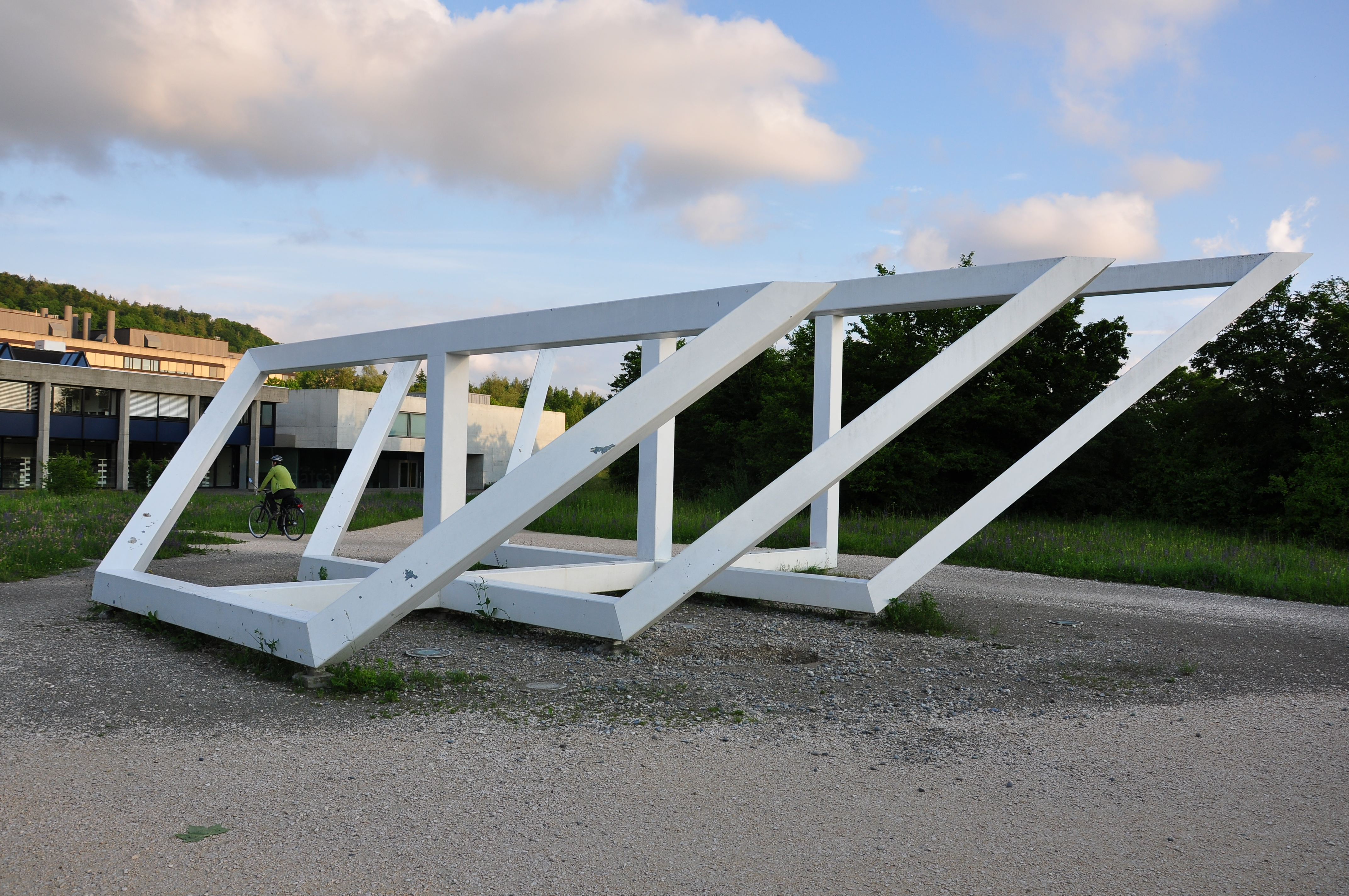
«Raumwandler» von Florin Granwehr
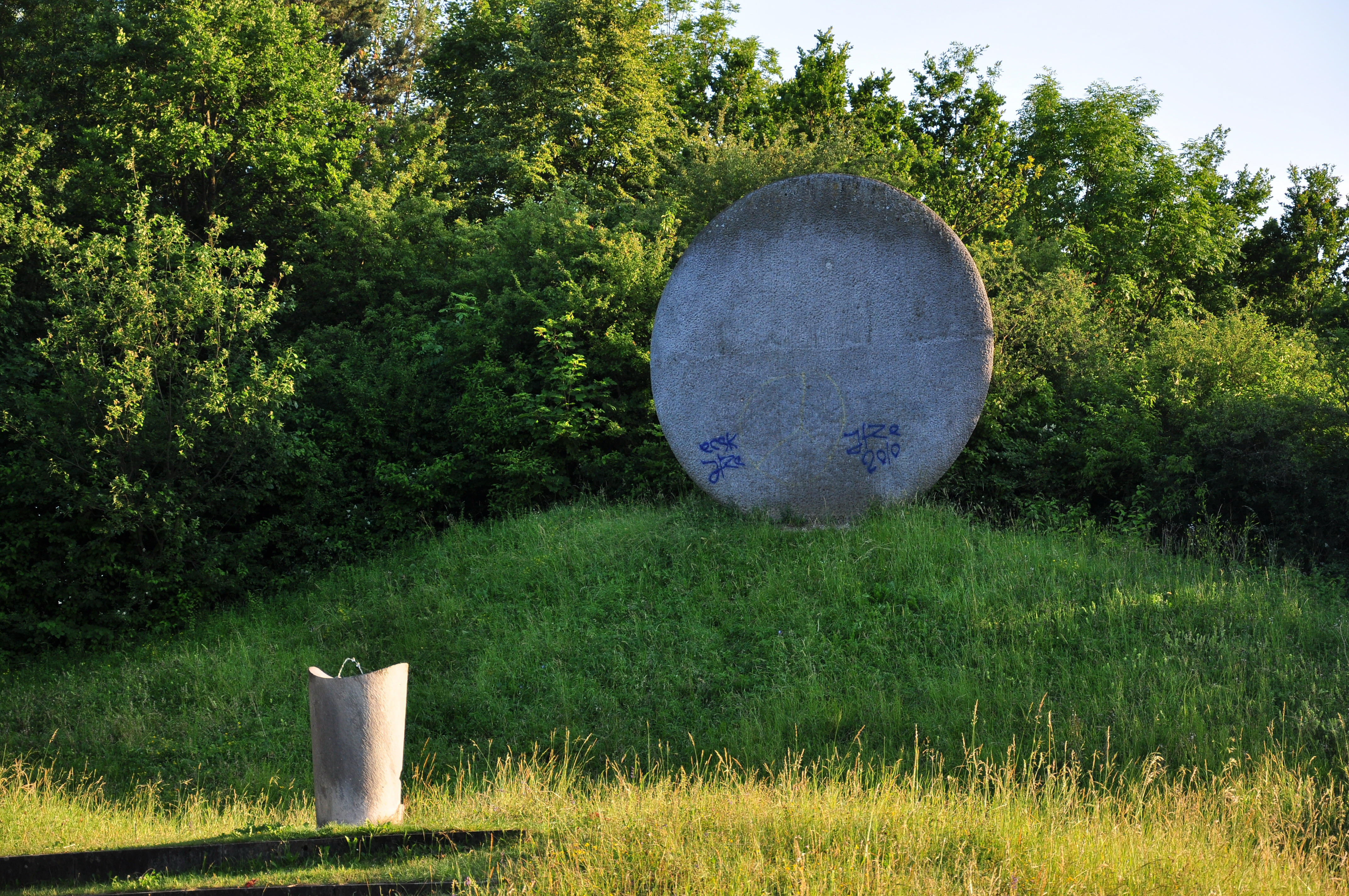
«Bruder Sonne, Schwester Mond» von Roland Hotz
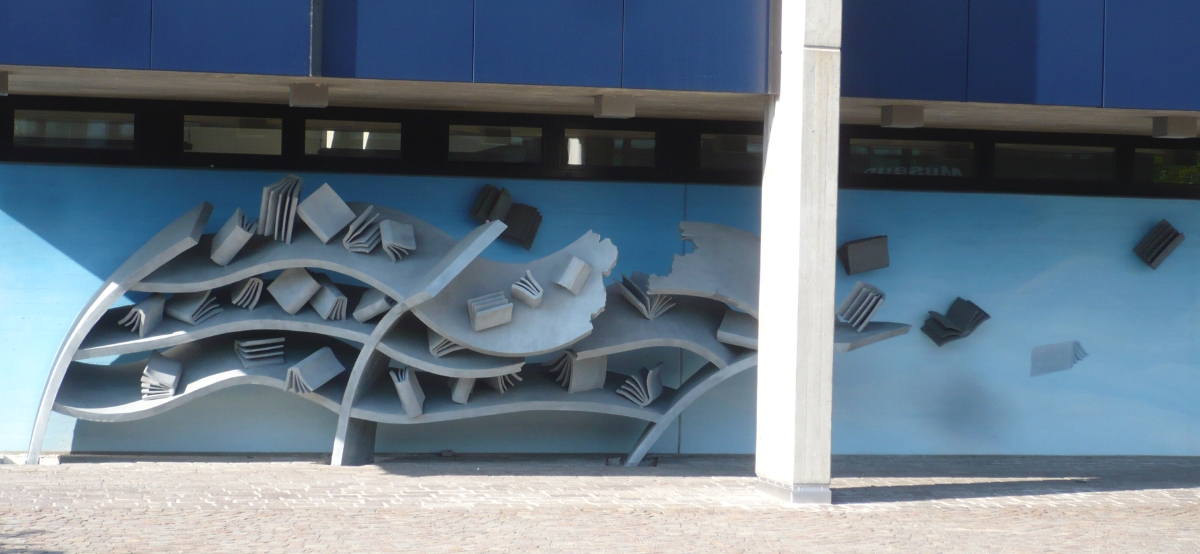
«Sturm» von Wolfgang Häckel

Der Irchelpark inklusive der im höhergelegenen östlichen Bereich angrenzenden Universitätsbauten umfasst ein Gelände von ungefähr 44 Hektar. Jahrzehntelang war in der Schweiz kein so grosser Park mehr gebaut worden. Die eigentliche Parkanlage ist rund 32 Hektar gross, wobei die Gewässer des Parks etwa ein Fünftel der Gesamtfläche einnehmen. Hügelzüge schützen den Park vor den immissionsreichen Strassen, insbesondere der Autobahnausfahrt/-einfahrt und -abzweigung im Bereich des Milchbucktunnels. Sie sind in das Gelände eingeplant und schaffen dadurch differenzierte Landschaftsräume.
Die Grünflächen sind mehrheitlich Magerwiesen, die aufgrund des nährstoffreichen Untergrundes  zu Fettwiesen tendieren. Hecken und Bäume sind hauptsächlich in den Randzonen als zusätzlicher Immissionsschutz angepflanzt, wobei einheimische Laub- und Nadelbäume als Kontrapunkte in der Parkanlage wirken, aufgelockert und ergänzt durch Findlinge. Dazwischen behält die Natur ihren Freiraum durch die hier wachsenden Kleinpflanzen. Die Teichanlage ist von einem Schilfgürtel und dichten Hecken umgeben, hinter denen Bäche fliessen, die auf schmalen Feldwegen erreicht werden können. Dazwischen erstreckt sich ein Netz von Spazierwegen.

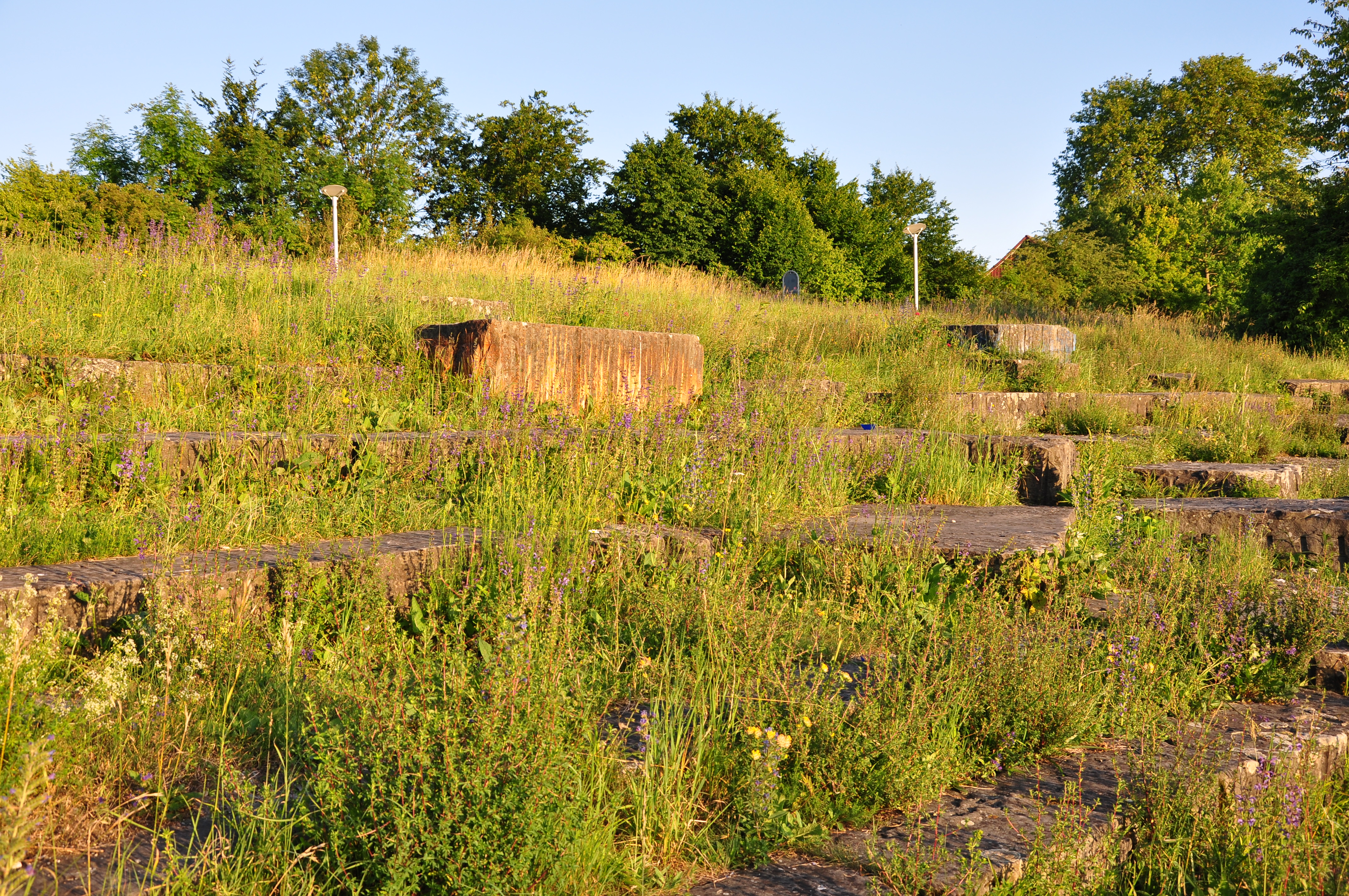
Flora und Fauna beim Treppenaufgang zum Campus der Universität
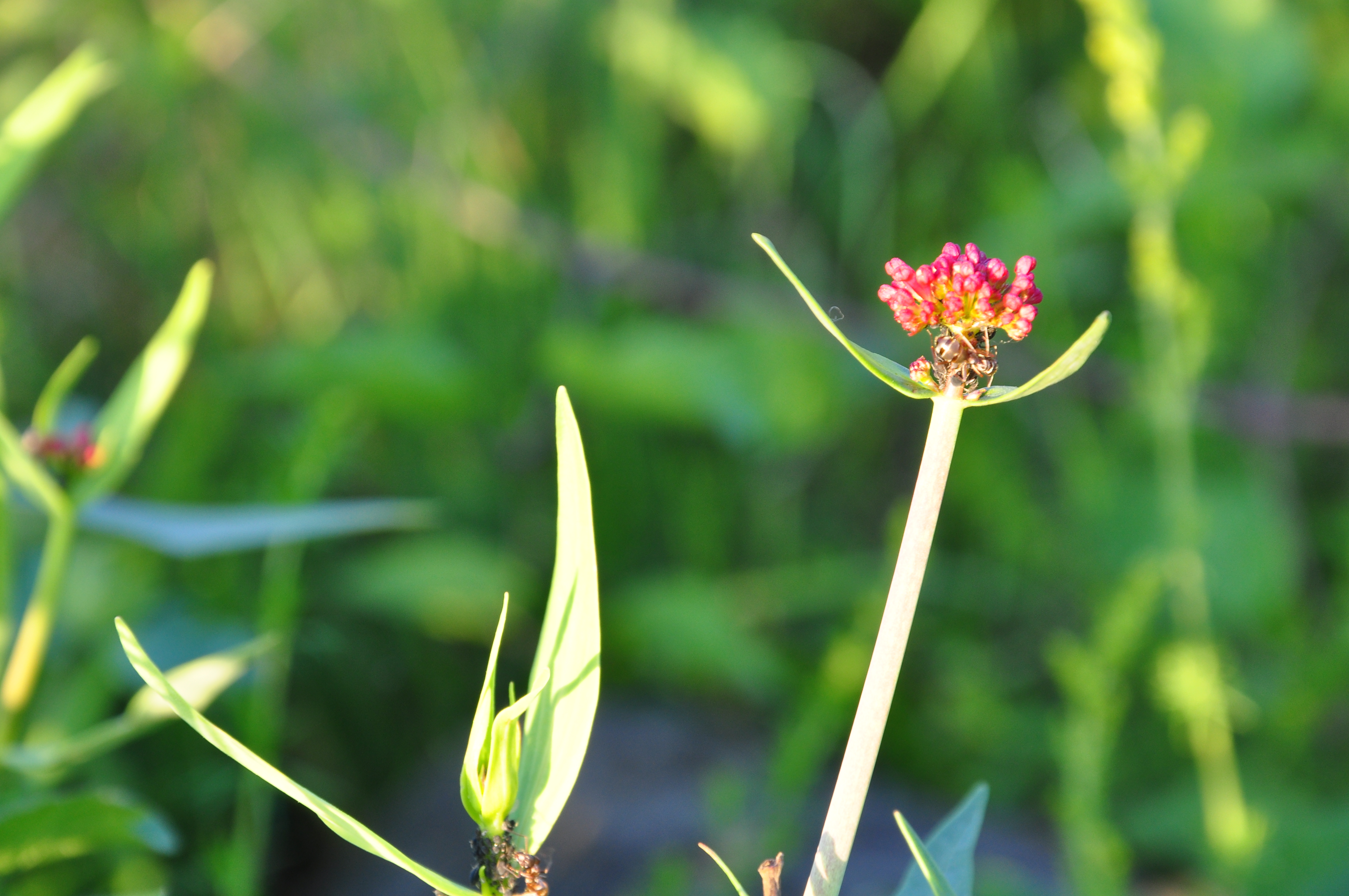
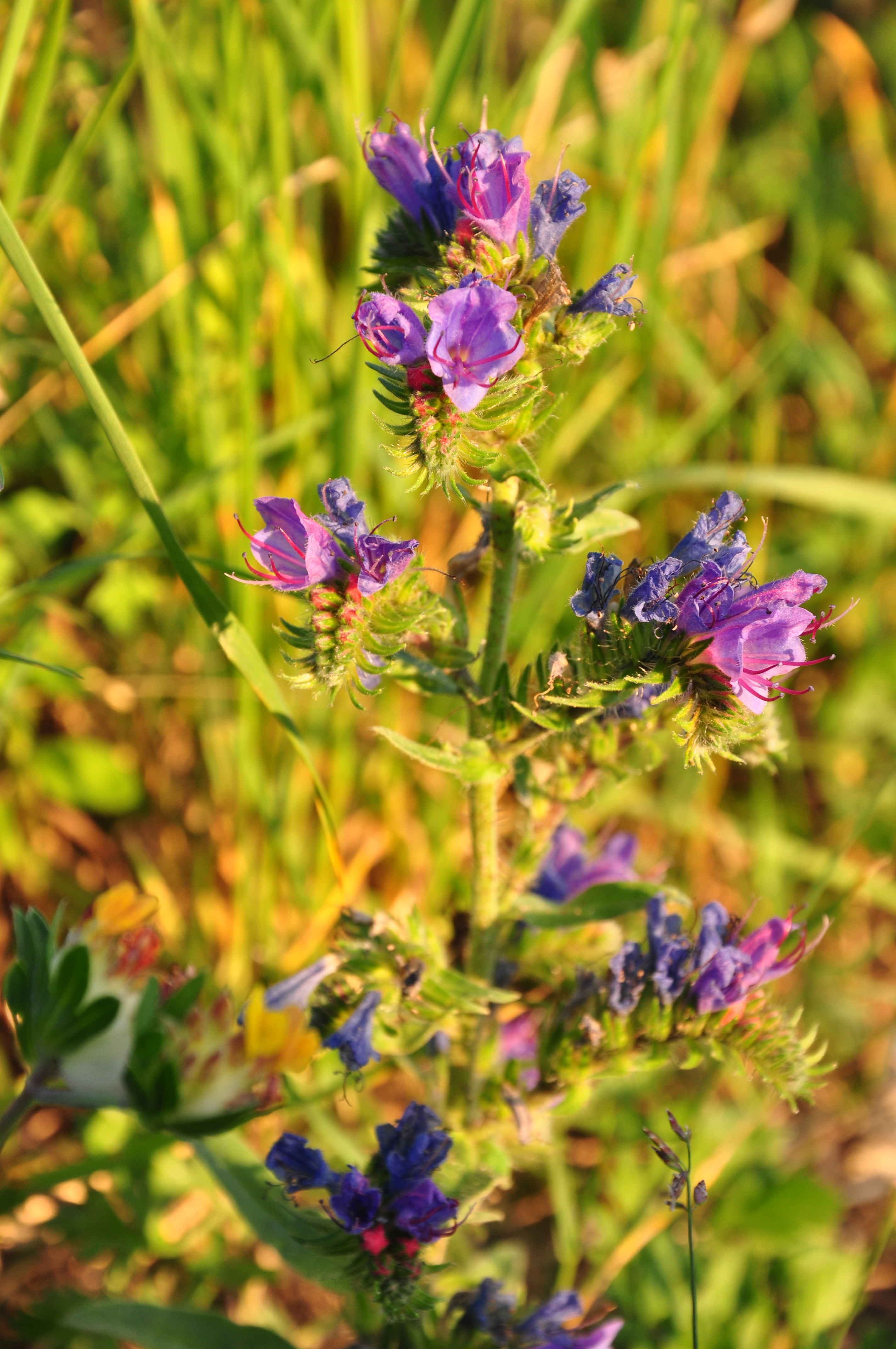
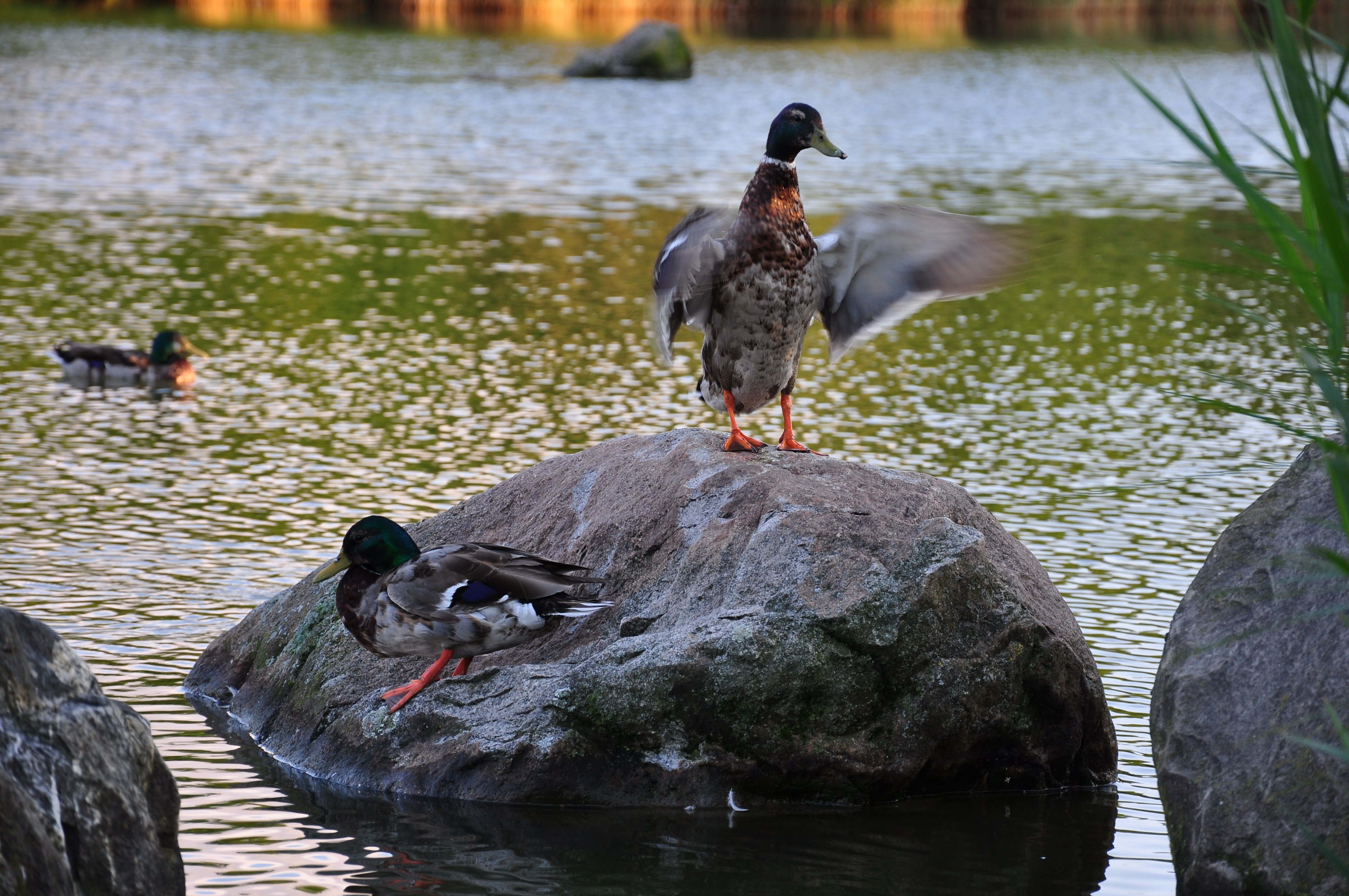
Anas platyrhynchos

Der Wasserstand des Sees wird reguliert. Ein Problem stellt die Fütterung der Wasservögel dar, aus der eine Überpopulation von Enten und Möwen resultiert, was wiederum zu einer Gewässerverschmutzung und einem zu grossen Fischbestand führt. In diesem Bereich existiert keine ökologische, sich selbst regulierende Balance – im Irchelpark gibt es keine Verbotsschilder, und die Tierfütterung ist nicht untersagt.